# Петра Кронбергер
Петра Кронбергер  (нім. Petra Kronberger, 21 лютого 1969) — австрійська гірськолижниця, олімпійська чемпіонка.

## Виступи на Олімпіадах
| Олімпіада       | Дисципліна              | Місце |
| --------------- | ----------------------- | ----- |
| Калгарі 1988    | швидкісний спуск        | 6     |
| Калгарі 1988    | гігантський слалом      | 14    |
| Калгарі 1988    | гірськолижна комбінація | 11    |
| Альбервіль 1992 | швидкісний спуск        | 5     |
| Альбервіль 1992 | супергігантський слалом | 4     |
| Альбервіль 1992 | гігантський слалом      | AC    |
| Альбервіль 1992 | слалом                  | 1     |
| Альбервіль 1992 | гірськолижна комбінація | 1     |